# Sven-Olof Carlson
Sven-Olof Carlson, född 31 mars 1937 i Nässjö, död 18 december 2017 i Halmstad, var en svensk redaktör.
Carlson, som var son till avdelningschef Olle V. Carlson och Ebba Holm, blev filosofie kandidat 1964. Han var forskningsreporter och biträdande redaktionssekreterare på Upsala Nya Tidning 1964–1968, redaktionssekreterare på Hallandsposten 1968–1977, ställföreträdande lokalradiochef på Radio Halland 1977–1980, redaktionschef på Hallandsposten 1980–1982, chefredaktör där 1982–1993, lärare i journalistik och massmediekunskap vid Halmstad kommuns gymnasieskolor 1994 och informationsansvarig vid Halmstads kommuns barn- och ungdomsförvaltning 1994.
Carlson var amanuens vid Ortnamnskommissionen 1961–1962, utbildningsansvarig i Hallands journalistförening 1975–1976 och utbildningschef på Radio Halland 1977–1978. Han var styrelseledamot i Liberal Information AB 1982–1992, i Hallandspostens Tidningstryckeri AB 1984–1993, i Föreningen Liberal press 1985–1992, Sveriges vänsterpressförenings representant i Folkpartiets styrelse 1988–1992 och i Förenade Landsortstidningar 1989–1992. Han författade skrifter om ortnamn, småländska höglandet samt svenska språket och stilistik.